# 格罗宁根领地
格罗宁根领地（荷蘭語：  Heerlijkheid Groningen) 是1536年至1594年间哈布斯堡王朝统治下的一块领地，今属格罗宁根省。

## 1536年之前
格罗宁根市应当和周边被称为奥默兰登的乡村地区彼此区分。格罗宁根市在12世纪就从乌得勒支采邑主教区独立。而奥姆兰登则与他们的弗里斯兰邻居一起，享受着弗里斯兰自由，从未有过领主。因此，在1536年之前，格罗宁根领地的概念并不存在。

## 查理五世
在海尔德战争期间，哈布斯堡家族在海利赫莱战役（1536年）中取得胜利后，格罗宁根市和奥姆兰登就处于神圣罗马帝国皇帝查理五世的统治下。二者共同组成了格罗宁根领地，由一位执政进行管理，但保留了他们的古老权利和特权。1548年，格罗宁根领地成为勃艮第行政圈的一部分。

## 荷兰叛乱
1579年，乌得勒支同盟签署后，格罗宁根领地也加入其中。但是，与格罗宁根相比，奥姆兰登的热情要高得多，他们认为这是从城市中重新获得独立的好机会。1580年3月，执政乔治·德·拉兰成功说服格罗宁根脱离乌得勒支同盟并继续忠于西班牙国王。在八十年战争中，格罗宁根成为了西班牙人的北部堡垒，但随着西班牙的溃败，格罗宁根也在1594年的围攻中被占领。
领地制被废除后，格罗宁根和奥姆兰登仍然同处一个省中，并成为尼德兰七省联合共和国的一部分。